# Synagoga w Bobrujsku
Synagoga w Bobrujsku (biał. Сінагога ў Бабруйску) – synagoga znajdująca się w Bobrujsku na Mińszczyźnie, jedyny działający do dziś żydowski obiekt sakralny w mieście. Mieści się przy ulicy Socjalistycznej 36.

## Historia
Została wzniesiona w 1901 jako główna bóżnica miejska (wówczas na ulicy Murawiewskiej, w międzyczasie Kiereńskiego, Centralnej i Zwycięstwa). W 1927 zamknięta przez władze bolszewickie. Do 2005 mieściła się w niej sala sportowa. Obecnie trwają prace nad jej renowacją. Zachowały się elementy architektury wnętrza.